# تفریح

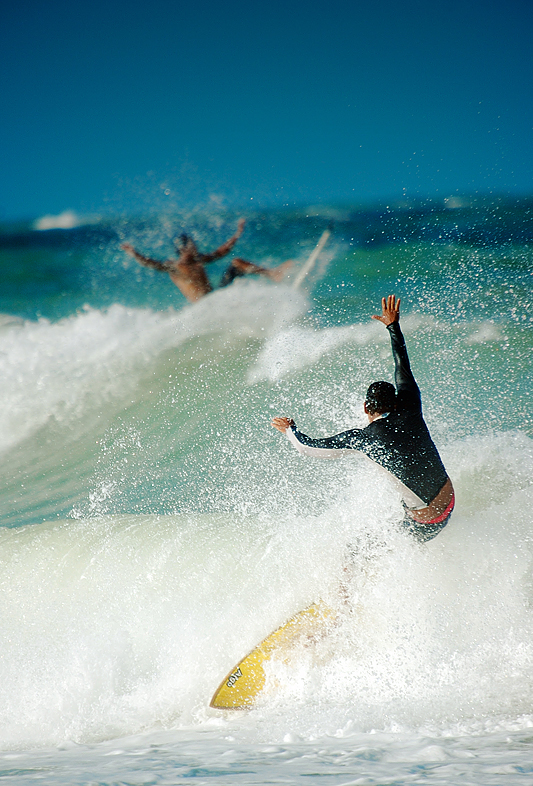
موج سواری هم نوعی تفریح به حساب می‌آید

تفریح در لغت به معنای فرح و خوشی و عیش و تماشا و تفرج و گشت و لهو و بازی می‌باشد. و در اصطلاح به اعمالی گفته می‌شود که توسط افراد در زمان فراغت انجام می‌گیرد و باعث بازگشت شخص به حال تعادل و طبیعی می‌شود. تفریح در واقع شامل آن دسته از فعالیت‌ها می‌شود که افراد آن‌ها را برای خودشان، برای شوخی، سرگرمی، برای بهبود خود یا برای اهدافی که خودشان تعیین می‌کرده‌اند انتخاب می‌کنند. نه به خاطر سود و منفعت‌ها یا اهدافی که جامعه برای ایشان تعیین می‌نماید. در واقع تفریح، همان وقت آزاد نیست؛ برای مثال بعضی مردم وقت آزاد زیادی دارند، اما نمی‌دانند چگونه از آن استفاده کنند و آن را تفریح تلقی می‌کنند. اما برای تفریح، داشتن وقت آزاد ضروری است.

## انواع تفریح
جامعه‌شناسان، اوقات فراغت را به دو دسته اصلی تفریح فعالانه و منفعلانه تقسیم می‌کنند. این تقسیم‌بندی را می‌توان در مورد تفریح‌ها هم به کار برد. در تفریح فعال برای خوش گذراندن انرژی جسمی یا انرژی روانی صرف می‌کنیم. بعضی وقتها برای تفریحمان انرژی ذهنی می‌گذاریم. مثلاً وقتی کتاب می‌خوانیم یا نقاشی می‌کشیم. به هر حال تفریح‌های فعال همیشه با هیجان همراه هستند.
برخلاف تفریح فعال، در تفریح منفعل انرژی جسمی یا ذهنی زیادی صرف نمی‌کنیم. واضح‌ترین نمونه تفریح منفعل، تماشای تلویزیون است البته به هر حال موقع تماشای تلویزیون فعالیت ذهنی می‌کنیم، اما هر چه برنامه‌ای که تماشا می‌کنیم عامه پسندتر باشد، کمتر ذهن ما را درگیر می‌کند. در تفریح منفعلانه بیشتر از اینکه مختار باشیم، تسلیم هستیم.

## فواید تفریح
- تفریح و زندگی فعال برای سلامتی فرد اهمیت دارد.
- تفریح و پارک‌ها باعث تقویت بنیاد خانواده و ایجاد جوامعی سالمتر می‌شود.
- تفریح هزینه‌های مربوط به مراقبت‌های پزشکی، خدمات اجتماعی و پلیس و دادگستری را کاهش می‌دهد.
- تفریح و گردشگاه‌ها مولد قوی اقتصادی به‌شمار می‌رود.

تفریح انسان را از بیماری های روانی همچون افسردگی حفظ میکند